# آي تي في (قناة تلفزيونية)
آي تي في هي قناة تلفزيونية ترفيهية بريطانية مجانية مملوكة لشركة آي تي في بي آل سي. كانت في السابق شبكة من القنوات التلفزيونية الإقليمية المنفصلة تم إطلاقها في لندن في سبتمبر 1955 بموجب نظام امتياز إقليمي لشركات مختلفة استخدمت أسماء تجارية مختلفة حتى عام 2002، تعمل آي تي في حاليًا في إنجلترا وويلز وجنوب اسكتلندا وجزيرة مان وجزر القنال.